# Мультиконтрастная фотопечать
Мультиконтрастная фотопечать — технология чёрно-белой фотопечати на фотобумаге с переменным контрастом, позволяющей получать высококачественные отпечатки с практически любого негатива. В СССР выпускалась фотобумага «Поликонтраст», рассчитанная на изменение коэффициента контрастности предварительной засветкой, однако такая технология не получила распространения из-за низкой предсказуемости результата. Современная мультиконтрастная печать основана на использовании многослойной поликонтрастной фотобумаги.

## Технология
Коэффициент контрастности традиционных фотобумаг практически не зависит от режима проявления или состава проявителя, и рассчитан на печать правильно экспонированного негатива, проявленного в строгом соответствии со стандартом. Слишком вялый или контрастный негативы требуют подбора фотобумаги, подходящей по градационным характеристикам. Иногда нестандартный контраст негатива обусловлен характером съёмочного освещения. Поэтому большинство сортов фотобумаг выпускаются с разной градацией: «мягкая», «полумягкая», «нормальная», «контрастная» и «особоконтрастная». Иногда эта же характеристика обозначается номером от 0 до 5, где «тройка» соответствует нормальному контрасту. 
Нормально экспонированные и проявленные негативы обеспечивали правильное воспроизведение полутонов на «нормальной» фотобумаге. Вялые негативы, полученные из-за недопроявления, светорассеяния в объективе или малоконтрастного сюжета, необходимо печатать на «контрастной» или «особоконтрастной» бумагах. В свою очередь, контрастные негативы — перепроявленные или снятые с жёстким импульсным освещением — требовали «мягкой» фотобумаги. Во многих случаях постоянное наличие фотобумаги всех градаций было недостижимо, и снимки печатались на доступных номерах эмульсии. Одним из решений проблемы стало изменение контраста фотобумаги короткой предварительной засветкой на пороге почернения. Используемая при этом особоконтрастная фотобумага за счёт дозирования засветки снижает коэффициент контрастности применительно к конкретному негативу. Способ применялся во многих странах, главным образом в автоматических принтерах. Однако, полностью задачу оптимизации контраста позволило решить появление специальных многослойных фотобумаг.
В фотоматериалах этого типа имеются два или три хлоробромосеребряных светочувствительных эмульсионных полуслоя с разными коэффициентом контрастности и спектральной сенсибилизацией. Несенсибилизированный (синечувствительный), высококонтрастный и ортохроматический малоконтрастный. Соотношение интенсивности экспонирования эмульсий может регулироваться цветными светофильтрами, через которые освещается негатив. Использование при печати жёлтого светофильтра уменьшает количество синей составляющей света лампы фотоувеличителя, снижая экспозицию, получаемую наиболее контрастным из слоёв. При этом, малоконтрастная ортохроматическая эмульсия получает достаточно света для проявления до нормальной оптической плотности. В результате, на проявленном отпечатке будет преобладать изображение низкого контраста. Пурпурный светофильтр задерживает значительную часть зеленых лучей, беспрепятственно пропуская синие. При его использовании наибольшую экспозицию получает контрастный синечувствительный слой, изображение которого после проявления окажется наиболее плотным. В фотобумагах Ilford все три эмульсионных слоя одинаково чувствительны к сине-фиолетовому излучению, но по-разному реагируют на зелёный свет. При печати за жёлтым светофильтром слои, наиболее чувствительные к зелёному свету, получают экспозицию, превосходящую ту, которая воздействует на более контрастные эмульсии, не имеющие дополнительной сенсибилизации.   
Несмотря на более широкий диапазон сенсибилизации, чем у обычной фотобумаги, поликонтрастная может обрабатываться при неактиничном освещении лабораторным фонарём с тёмно-красным светофильтром.

### Светофильтры
Для мультиконтрастной фотопечати требуется набор, в который входит от 6 до 12 светофильтров с оттенками от жёлтого до пурпурного. Каждый из производителей поликонтрастной фотобумаги выпускает светофильтры своей собственной разработки: Agfa Multicontrast, Kodak Polymax, Ilford Multigrade, Foma Variant и другие. При этом, большинство этих систем совместимы и могут использоваться совместно с аналогами. Кроме светофильтров доступны также специализированные фотоувеличители с цветосмесительными головками для мультиконтрастной печати. С определёнными ограничениями пригодны также цветосмесительные головки, предназначенные для печати на цветных фотобумагах. В этом случае используются только пурпурный и жёлтый светофильтры головки. Сочетание светофильтра определённой плотности и времени экспозиции подбирается опытным путём. При этом делаются пробы на небольших кусочках бумаги в самых светлых (светах) и самых темных (тенях) фрагментах изображения. При достижении подходящего результата проработки деталей как в светах, так и в тенях, можно печатать изображение на полный лист.
Применяется также метод с раздельным экспонированием светов и теней (в два приема, то есть в два включения увеличителя с разными светофильтрами). Его удобство заключается в легкости подбора пробы, так как на каждой пробе не надо оценивать контраст изображения в целом, достаточно лишь оценить проработку светов в светлой области изображения и, отдельно, проработку теней в темной области.
Все крупные производители черно-белой фотобумаги (Ilford, Agfa,  Foma, Forte) в настоящее время предлагают мультиконтрастную бумагу как на баритовой, так и на пластиковой основе. Они же производят комплекты светофильтров.